# Luci Vitel·li el Jove
Luci Vitel·li (en llatí Lucius Vitellius, al voltant del 16 - 69 EC) va ser un magistrat romà que va viure al segle I. Era el segon fill de Luci Vitel·li i Sextília, i el germà menut d'Aule Vitel·li.
Va ser nomenat cònsol l'any 48 i després va ser enviat com a procònsol a Àfrica.
Va ser un dels que va aconsellar la mort d'Aule Cecina Aliè, que s'havia passat a Vespasià. Va ser acusat d'enverinar A Quint Juni Bles el marit de Domícia (la filla d'Antònia Menor i tia de Valèria Messal·lina). Quan el seu germà va abandonar Roma l'any 69 i va anar als Apenins, Luci va assumir el càrrec de governador de la ciutat per defensar-la. Al saber que Terracina havia estat ocupada pels partidaris de Vespasià, el seu germà el va enviar a la Campània amb sis cohorts i 500 cavallers per sufocar la revolta. Luci va ocupar Terracina i va fer una gran matança. Era un home enèrgic i haguera presentat batalla a Roma, però el seu germà es va mostrar dèbil i els partidaris de Vespasià van entrar a la ciutat.
Luci, que estava anant des de Terracina a la capital, en conèixer la notícia es va rendir i va ser executat. S'havia casat amb Júlia Calvina, filla de Marc Juni Silà i d'Emília Lèpida, rebesneta d'August.